# Transferência de energia sem fio

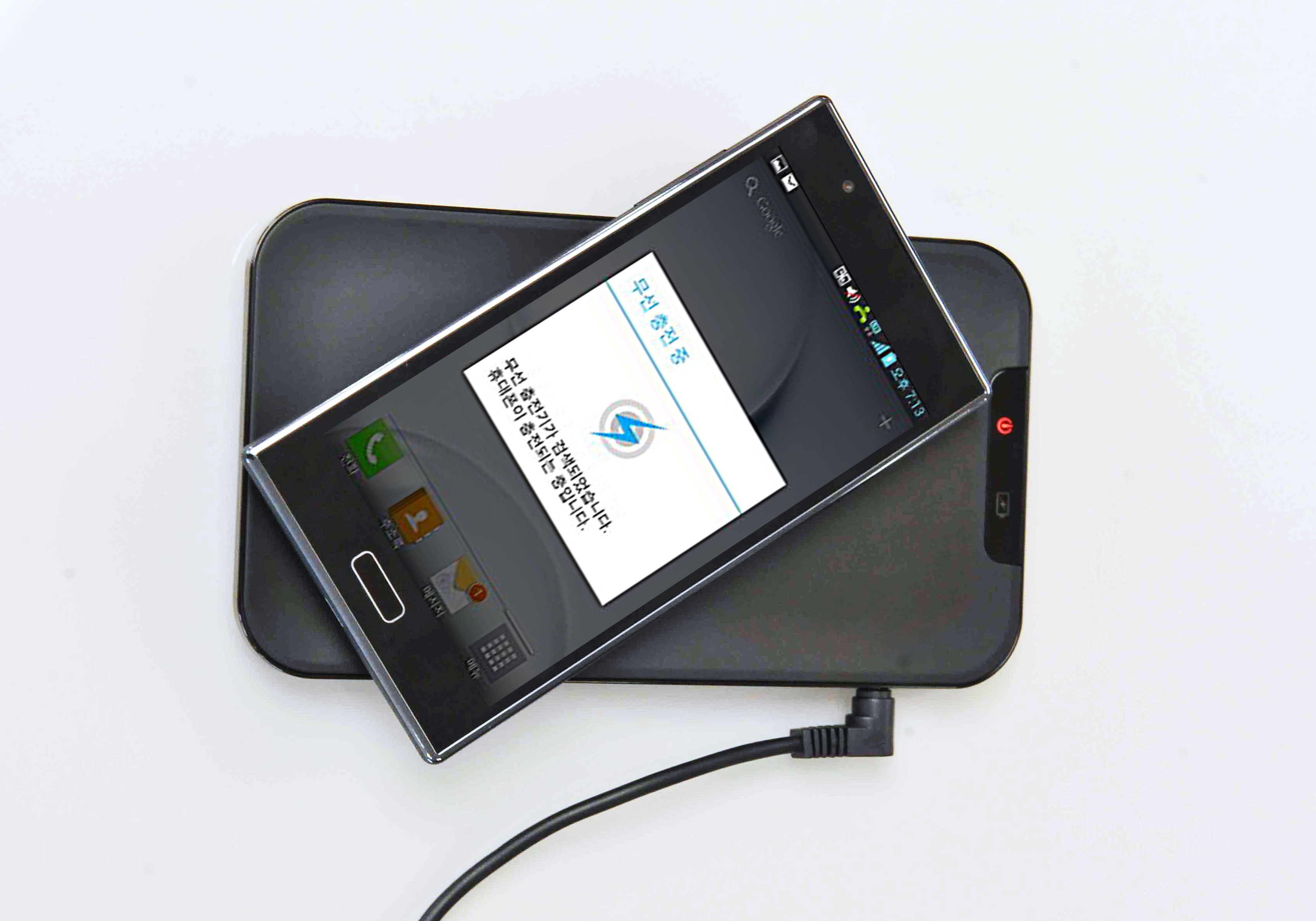
Celular LG carregando através de indução magnética.

Transferência de energia sem fio ou transmissão sem fio, ou ainda wireless power é a transmissão, de energia elétrica, de uma fonte de energia elétrica para uma carga elétrica sem empregar condutores sólidos. Transmissão sem fio é útil em casos onde interconectar fios metálicos é inconveniente, perigoso ou impossível. Os problemas com a transmissão de energia sem fio diferem das dificuldades técnicas da comunicação sem fio, como é o caso do rádio. No último, a proporção de energia recebida se torna um fator crítico apenas se for fraco a tal ponto que o receptor não consiga distinguir entre o sinal e o ruído. Quando se trata de transmissão sem fio, eficiência é o parâmetro mais relevante. Uma grande parte da energia enviada pela usina geradora deve chegar aos receptores, ou à matriz de receptores, para tornar o sistema econômico.
A forma mais comum de transferência de energia sem fio é realizada usando acoplamento magnético, suas aplicações incluem carregar dispositivos portáteis como telefones e escovas de dentes elétricas, etiquetas RFID , cozimento por indução e carregamento sem fio em dispositivos médicos implantáveis, como marcapassos cardíacos artificiais ou veículos elétricos , seguido do acoplamento indutivo ressonante. Outros métodos sob consideração são a radiação eletromagnética na forma de microondas ou lasers e condutividade elétrica através de meios naturais como por exemplo o Plasma que é um gás ionizado. 
As técnicas de energia sem fio se enquadram principalmente em duas categorias, campo próximo e campo distante. Em técnicas de campo próximo ou não radiativas, a energia é transferida em curtas distâncias por campos magnéticos usando acoplamento indutivo entre bobinas de fio ou por campos elétricos usando acoplamento capacitivo entre eletrodos de metal.
Nas técnicas de campo distante ou radiativas, também chamadas de transmissão de energia, a energia é transferida por feixes de radiação eletromagnética, como micro-ondas ou feixes de laser. Essas técnicas podem transportar energia por distâncias maiores, mas devem ser direcionadas ao receptor. As aplicações propostas para este tipo incluem satélites, drones e carros elétricos.
Uma questão importante associada a todos os sistemas de energia sem fio é limitar a exposição de pessoas e outros seres vivos a campos eletromagnéticos potencialmente prejudiciais.

## Transferência de Energia através de Campos Próximos (Pequenas Distâncias)
A Região de Campo próximo recebe esse nome devido ao campo eletromagnético ficar confinado em um pequeno espaço, por exemplo no Acoplamento indutivo e Capacitivo os campos diminuem ao cubo da distância, como a potência é proporcional ao quadrado da intensidade do campo, a potência transferida diminui em seis vezes e não mais três, em outras palavras, se estiverem distantes, dobrar a distância entre eles faz com que a potência recebida diminua em um fator de 2^6= 64. Como resultado, o acoplamento indutivo e capacitivo só pode ser usado para transferência de energia de curto alcance, dentro de algumas vezes o diâmetro do dispositivo.

## Acoplamento indutivo:

Diagrama de blocos de um circuito de indução magnética ressonante.

No acoplamento indutivo formas largas e planas de bobina são geralmente usadas para aumentar o acoplamento. Núcleos de "confinamento de fluxo" de ferrite podem confinar os campos magnéticos, melhorando o acoplamento e reduzindo a interferência em eletrônicos próximos, mas eles são pesados e volumosos, então pequenos dispositivos sem fio geralmente usam bobinas de núcleo de ar.
O acoplamento indutivo comum só pode atingir alta eficiência quando as bobinas estão muito próximas, geralmente adjacentes. Na maioria dos sistemas indutivos modernos, o acoplamento indutivo ressonante é usado, no qual a eficiência é aumentada usando circuitos ressonantes .

## Acoplamento capacitivo:

Diagrama de blocos de um circuito capacitivo.

Já no acoplamento capacitivo também conhecido como acoplamento elétrico, faz uso de campos elétricos para a transmissão de energia entre dois eletrodos (um ânodo e um cátodo ) formando uma capacitância para a transferência de energia. No acoplamento capacitivo ( indução eletrostática ), a energia é transmitida por campos elétricos entre eletrodos, como placas de metal. Os eletrodos transmissor e receptor formam um capacitor, com o espaço intermediário como o dielétrico. Uma tensão alternada gerada pelo transmissor é aplicada à placa transmissora, e o campo elétrico oscilante induz um potencial alternado na placa receptora por indução eletrostática, que faz com que uma corrente alternada flua no circuito de carga.
O acoplamento capacitivo só foi usado praticamente em algumas aplicações de baixa potência, porque as tensões muito altas nos eletrodos, necessárias para transmitir energia significativa podem ser perigosas, ou seja, podem causar efeitos colaterais desagradáveis como a produção nociva de ozônio. Além disso, em contraste com os campos magnéticos, os campos elétricos interagem fortemente com a maioria dos materiais, incluindo o corpo humano. Materiais intermediários entre ou perto dos eletrodos podem absorver a energia, no caso de seres humanos, possivelmente causando exposição excessiva ao campo eletromagnético. No entanto, o acoplamento capacitivo tem algumas vantagens sobre o acoplamento indutivo. O campo é amplamente confinado entre as placas do capacitor, reduzindo a interferência, que no acoplamento indutivo requer núcleos pesados de "confinamento de fluxo" de ferrite. Além disso, os requisitos de alinhamento entre o transmissor e o receptor são menos críticos.

## Transferência de energia através de Campos Distantes (Radiações Eletromagnéticas)
Os métodos de campo distante alcançam alcances mais longos, geralmente intervalos de vários quilômetros, onde a distância é muito maior que o diâmetro do(s) transmissor(s). Antenas de alta diretividade ou lasers com saída bastante colimada produzem um feixe de energia que pode corresponder ao formato da área receptora.
Em geral, a luz (de lasers) e as micro-ondas (de antenas projetadas para esse fim) são as formas de radiação eletromagnética mais adequadas para a transferência de energia. As dimensões dos componentes podem ser ditadas pela distância do transmissor ao receptor.
A irradiância (ou intensidade ) de qualquer onda eletromagnética (como micro-ondas ou feixe de laser) será reduzido à medida que o feixe diverge ao longo da distância a uma taxa mínima inversamente proporcional ao tamanho da abertura. Quanto maior a razão entre a abertura de uma antena transmissora ou a abertura de saída de um laser em relação ao comprimento de onda da radiação, mais a radiação pode ser concentrada em um feixe compacto.

## Micro-ondas:

Diagrama de Blocos de um circuito de Radiocomunicação.

Na Radiocomunicação o objetivo é a transmissão da informação, por isso a quantidade de potência que chega ao receptor não é tão importante, desde que seja suficiente para que a informação possa ser recebida de forma inteligível. Nas tecnologias de comunicação sem fio, apenas pequenas quantidades de energia chegam ao receptor. Em contraste, com a transferência de energia sem fio, a quantidade de energia recebida é o mais importante, então a eficiência (fração da energia transmitida que é recebida) é o parâmetro mais significativo.
O funcionamento básico de um circuito transmissor de ondas eletromagnética é feito Sob uma variação de corrente elétrica, ambos campos magnético e elétrico também oscilam, gerando ondas eletromagnéticas que se propagam no espaço na velocidade da luz. Quando esses campos alternados colidem com outro condutor, uma voltagem e uma corrente são induzidas.
Na transmissão de energia por micro-ondas existe dificuldade para a maioria das aplicações a longa distância, os tamanhos de abertura necessários são muito grandes devido à direcionalidade da antena. Por exemplo, o estudo da NASA de 1978 sobre satélites de energia solar exigia uma antena transmissora de 1 quilômetro de diâmetro e uma antena de recepção de 10 quilômetros de diâmetro para um feixe de microondas a 2,45 GHz. Esses tamanhos podem ser um pouco diminuídos usando comprimentos de onda mais curtos, embora comprimentos de onda curtos possam ter dificuldades com a absorção atmosférica e o bloqueio do feixe pela chuva ou gotículas de água.

## Laser:

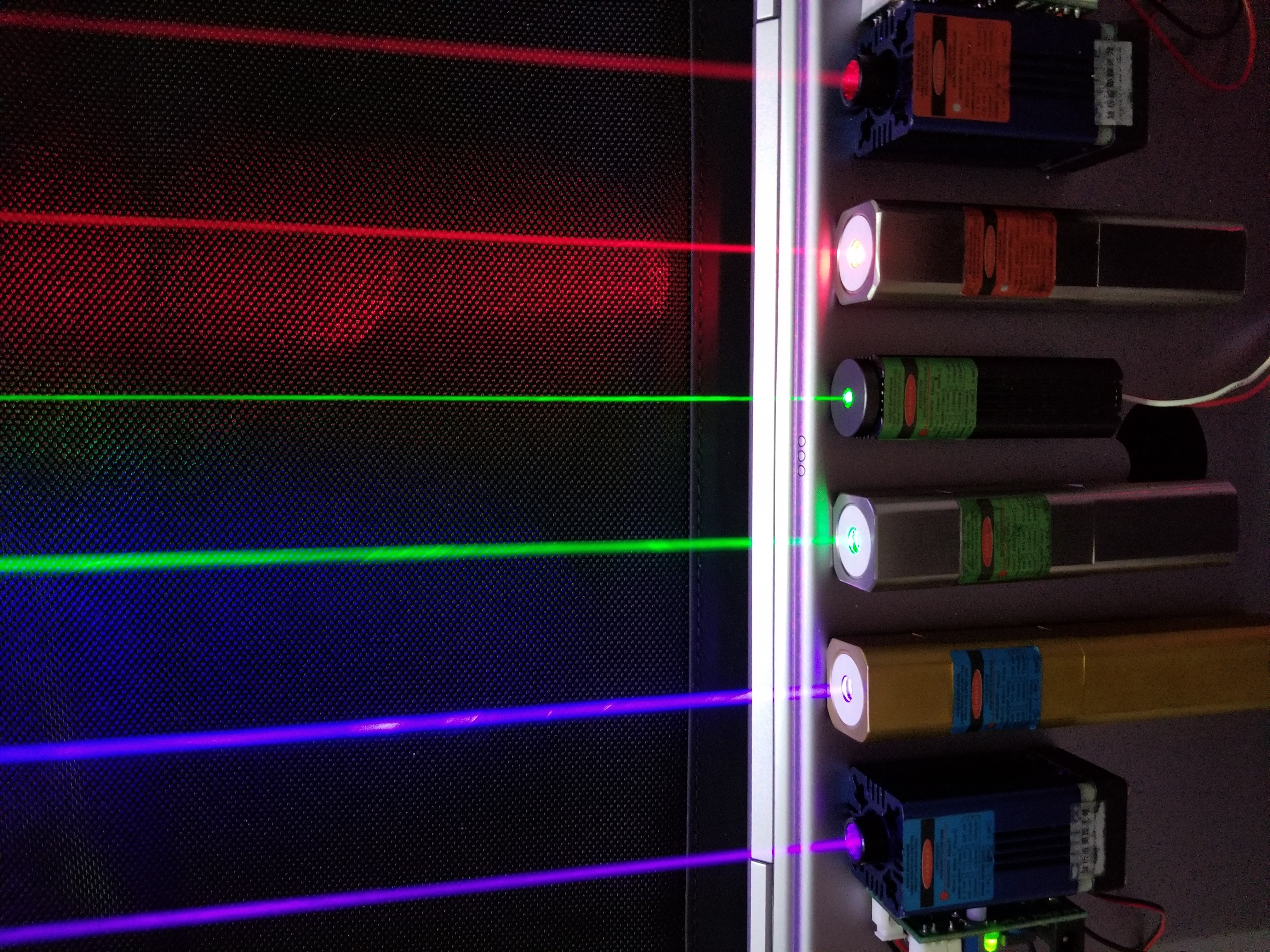
Feixe de Lasers

No caso da radiação eletromagnética da região visivel e mais próxima dela (infravermelho curto), a energia pode ser transmitida pela conversão de eletricidade em um feixe de laser que é recebido e concentrado em células fotovoltaicas (células solares).
Está forma de transmissão com maior potencial tecnológico entre todas as outras citadas no artigo porém ela possui um desafio técnico muito conhecido em sistemas de energia solar, que é a eficiência energética.
como boa parte das células solares comerciais são feitas de silício, por consequência essas células não conseguem absorver boa parte dos comprimentos de onda da luz, logo os lasers usados na transmissão a distância teriam que estar dentro dos comprimentos de ondas onde a maior absorção de energia pelo painel solar.

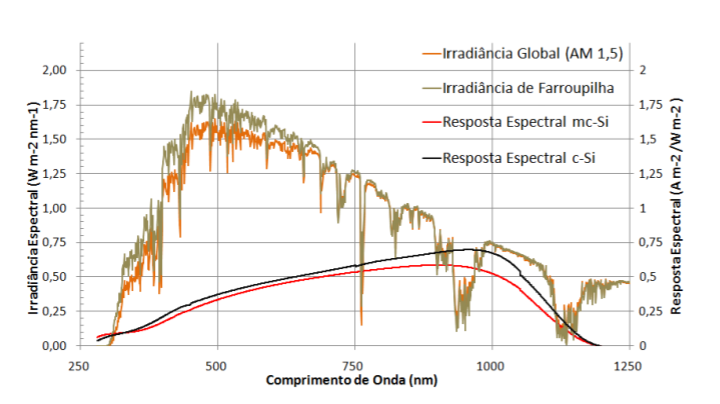
Gráfico mostrando a resposta do silício de acordo com o comprimento de onda incidente. A linha Preta equivale a resposta da célula de silício mono-cristalino, a linha vermelha equivale a resposta da célula de silício multi-cristalino, a linha beje equivale a incidência solar no céu da cidade de farroupilha e a linha laranja equivale a irradiancia solar global.

Outro desafio é absorção e espalhamento dos comprimentos de onda pela atmosfera terrestre. No espectro eletromagnético existem janelas de transmissao onde há relativamente pouca ou quase nenhuma absorção e existem comprimento onde os gases presentes provocao a absorção e espalhamento das ondas.

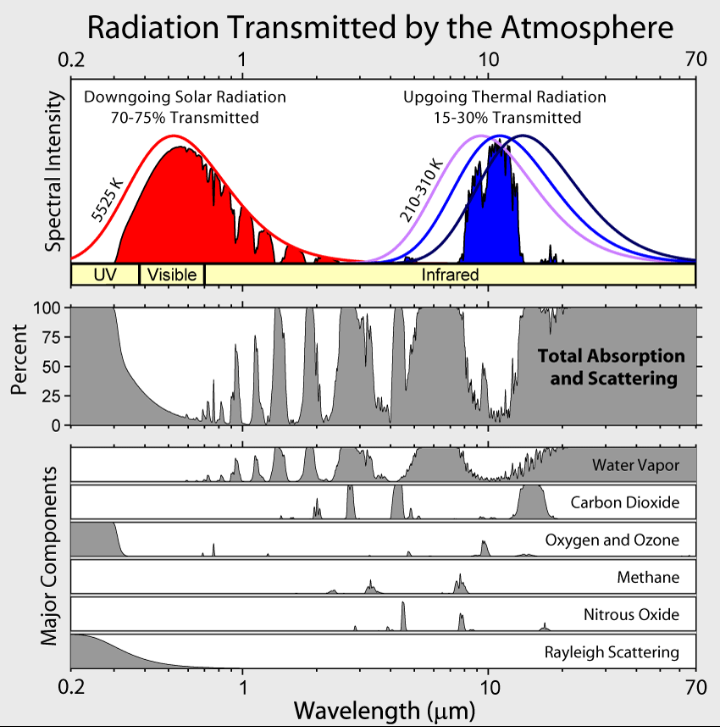
O primeiro gráfico mostrando a radiação solar no nível do mar, os demais gráficos mostram o porcentual de absorção das partículas presentes na atmosféra, exceto o último gráfico que mostra o espalhamenro pelas partículas o que também causa atenuação.

Logo ao comparar a região de maior eficiência de um painel solar (figura 1) e a janelas de transmissão do infravermelho pela atmosfera (figura 2), encontra-se uma região situada no comprimento de onda de 1000nm (1μm) onde a maior reposta da célula e menor absorção atmosférica, onde seria viável a construção do sistema de energia sem fio.

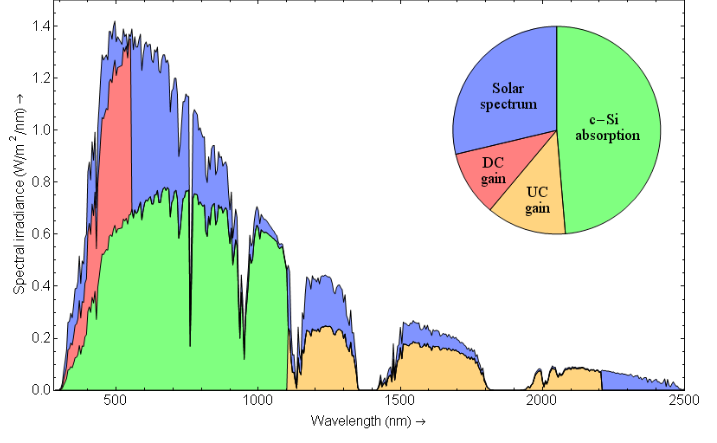
figura 1: Gráfico mostrando a absorção de uma célula de silício mono cristalino (parte verde).

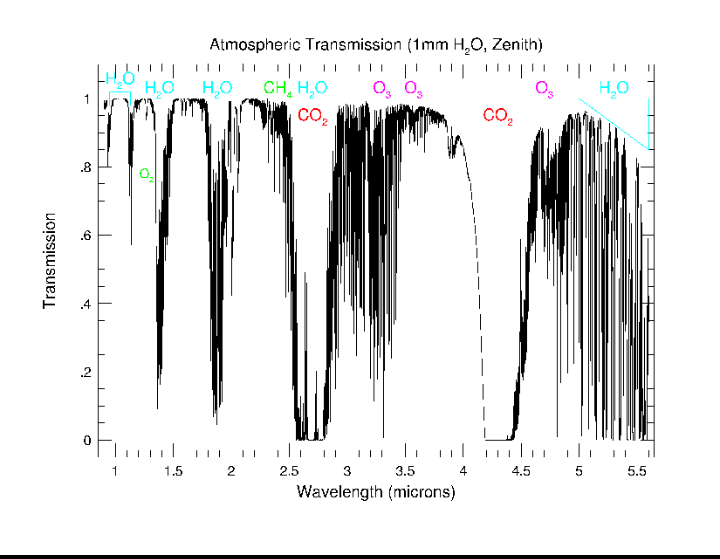
figura 2: Janelas de transmissão do infravermelho.

Outros detalhes ao construir sistemas de energia sem fio são:
Atenuação por divergência de feixe: Devido à impossibilidade de obtenção de um feixe óptico perfeitamente colimado, a luz sofrerá um espalhamento e essa perda denominamos de atenuação por divergência do feixe. No projeto o cálculo dessa atenuação e feito a partir do ângulo de divergência oferecido pelo laser, ou seja quanto menor for esse ângulo maior será a distância alcançada. Esta divergência faz com que a área da seção reta do feixe aumente continuamente, e consequentemente apenas uma parcela da energia óptica transmitida será captada pelo receptor. Na figura abaixo, tem-se uma ilustração do cone de divergência e dos principais parâmetros utilizados no modelo de atenuação por divergência.

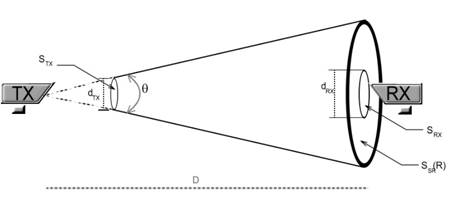
Divergência do feixe laser.

Condições atmosféricas: Um dos fatores mais degradantes, que em certas condições pode interromper o sistema são as condições atmosféricas diversas provocando o esplalhamento da onda eletromagnética.

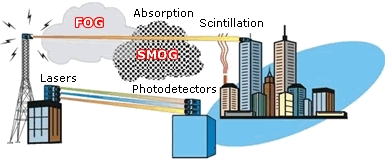

Para determinados comprimentos de onda o espalhamento de rayleigh é mais intenso devido ao gases presentes na atmosfera, já o espalhamento de mie e o não seletivo ocorre geralmente ocorre quando o comprimentos das partículas que a onda encontra é comparavel com o tamanhos das moléculas e água presentes geralmentes em nuvens chuva e névoa.

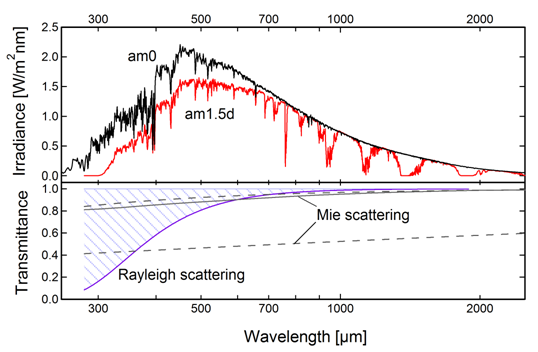
O primeiro gráfico mostra a radiação solar no topo da atmosfera e no nível do mar.
No segundo gráfico a linha azul refere-se a atenuação causada pelo espalhamento de Rayleigh e a linha cinza continua refere-se a atenuação causada pelo espalhamento de Mie em condições normais de atmosfera, as linhas pontilhadas, respetivamente, significa a atenuação causada pelo espalhamento de Mie em condição de céu limpo e céu nublado.

Centilamento: com o aquecimento do solo e posteriormente com o aquecimento do ar. Algumas bolsas de ar quente são formadas pela variação de temperatura do solo, isso provoca variações constantes do índice de refração, que por sua vez modifica a direção do feixe óptico interferindo na propagação.

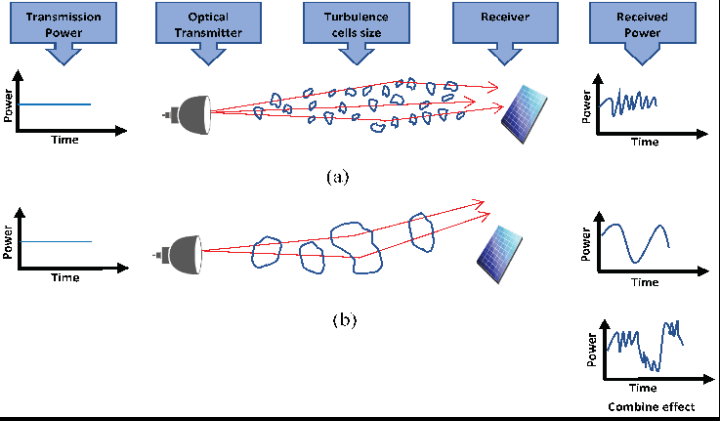

Como o movimento dessas bolsas variam com o tempo e com o espaço, o índice de refração seguirá um movimento aleatório, comportamento denominado Turbulento. Assim todos os feixes ópticos que atravessarem uma região com a presença de bolsas de ar quente sofrem desvios igualmente variantes no tempo e aleatórios. Esse tipo de efeito pode ser contornado, sistemas atuais de FSO (Free Space Optics) já utilizam técnicas de Auto alinhamento para mitigar os desvios.

Segurança: O sistema utiliza lasers de alta potência para a transmissão e a exposição do olho humano a esses raios de luz pode ocasionar sérias lesões, por isso a implantação dessa tecnologia deve seguir alguns padrões internacionais que visa um balanço entre segurança e desempenho do sistema.
Também pode ocorrer abalos sísmicos na região, que pode ocasionalmente mudar a direção do laser, o que deve ser considerado no projeto de segurança.
As vantagens em comparação com outros métodos sem fio são: 
A propagação de frente de onda monocromática colimada permite uma área de seção transversal de feixe estreito para transmissão em grandes distâncias. Como resultado, há pouca ou nenhuma redução na potência ao aumentar a distância do transmissor ao receptor.
Tamanho compacto: os lasers de estado sólido cabem em produtos pequenos.
Nenhuma interferência de radiofrequência na comunicação de rádio existente, como Wi-Fi e telefones celulares.
Controle de acesso: apenas receptores atingidos pelo laser recebem energia.

## Tecnologias atuais mais promissoras:
Comparando as tecnologias de acordo com eficiência enérgica, distância alcançada e custo de projeto, são eleita às melhores tecnologias de cima para baixo:
1- Laser: longa distancia, nenhuma interferência, feixe estreito (colimado),  baixo custo e perda baixa.
2- Micro-ondas: longa distância, perda baixa, feixe aumenta com a distancia ao quadrado (d^2) e interferência eletromagnética.
3- Acoplamento indutivo: distância curta, perda baixa, transmissão entre bobinas adjacentes.